# Синойкия
Синойкия (др.-греч. σύνοικια — сожительство; также квартирантство) — тип комменсализма, при котором один организм использует другого (его самого либо его жилище: нору, гнездо, раковину и т. п.) в качестве жилища, не принося своему «хозяину» ни пользы, ни вреда.
Например, пресноводные рыбы горчаки откладывают икринки в мантийную полость двустворчатых моллюсков (перловиц или беззубок). Развивающиеся икринки надежно защищены раковиной моллюска, но они безразличны для хозяина и не питаются за его счет. Примером синойкии служат «сообитатели» нор грызунов, использующие благоприятный для них микроклимат и питающиеся остатками пищи хозяев, их экскрементами, шерстью и так далее. (такое нахлебничество называют эпиойкией). В норах большой песчанки зарегистрировано 212 видов «сожителей», среди них: млекопитающие, птицы, рептилии, амфибии, моллюски, насекомые, клещи, черви и др.
С синойкией тесно связан инквилинизм.

## Основные характеристики
Синойкию можно характеризовать по совокупности следующих факторов:
- Хозяин обеспечивет защиту комменсала.
- Хозяин не обеспечивает кормовую базу комменсала.
- Комменсал получает постоянное жилье или область обитания вокруг организма-хозяина.
- Комменсал находится внутри тела хозяина.